# Hrabstwo New Hanover
Hrabstwo New Hanover (ang. New Hanover County) – hrabstwo w stanie Karolina Północna w Stanach Zjednoczonych.

## Geografia
Według spisu z 2000 roku obszar całkowity hrabstwa obejmuje powierzchnię 328 mil2 (850 km²), z czego 199 mile2 (515 km²) stanowią lądy, a 129 mil2 (334 km²) stanowią wody. Według szacunków United States Census Bureau w roku 2012 miało 209 234	 mieszkańców. Jego siedzibą administracyjną jest Wilmington.

### Miasta
- Carolina Beach
- Kure Beach
- Wilmington
- Wrightsville Beach

### CDP
- Bayshore
- Blue Clay Farms
- Castle Hayne
- Hightsville
- Kings Grant
- Kirkland
- Masonboro
- Murraysville
- Myrtle Grove
- Northchase
- Porters Neck
- Ogden
- Seagate
- Sea Breeze
- Silver Lake
- Skippers Corner
- Wrightsboro